# Lévrier afghan

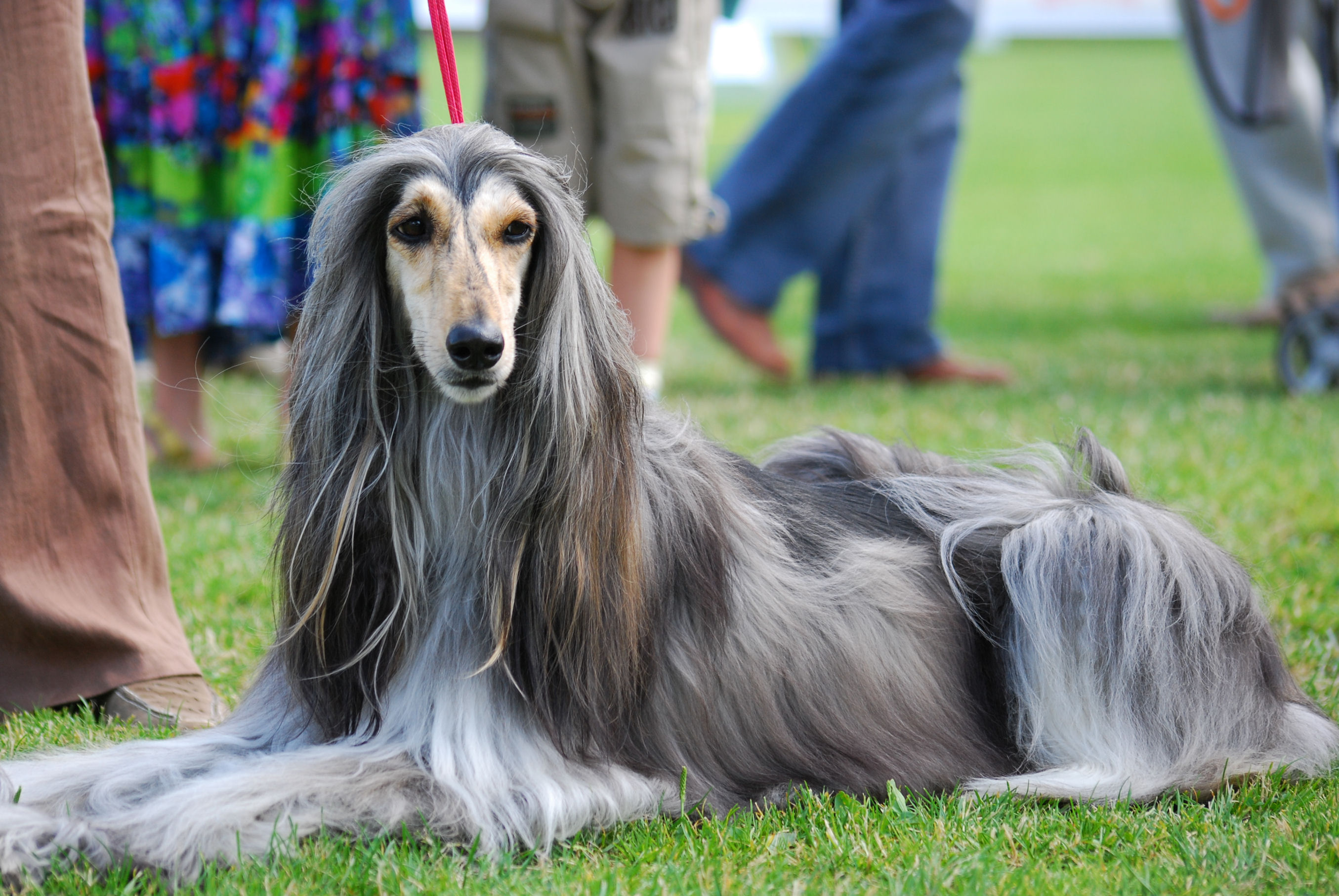
Lévrier afghan lors d'un festival canin.

Le lévrier afghan (ou Tazi) est une race canine originaire d'Afghanistan. La Fédération cynologique internationale le reconnaît sous le nom de lévrier afghan (Afghan Hound). Il est classé dans les chiens du groupe 10, section 1, lévriers à poil long ou frangé, standard no 228.

## Description
L'afghan est un lévrier. Sa taille va de 68 à 74 cm au garrot pour les mâles, et de 63 à 69 cm pour les femelles. Son poids varie jusqu'à 28 kg. Son apparence générale allie la puissance à l'élégance soulignée par une somptueuse robe longue, soyeuse et de texture fine, une allure souple et élastique, un port de tête altier. L'expression orientale est typique de la race. 
Son poil est bien plus court sur la face et le dos (selle). Si toutes les robes sont admises, il peut avoir sur la face un masque noir qui se démarque du fond de sa robe. Les couleurs les plus appréciées vont du sable au doré.

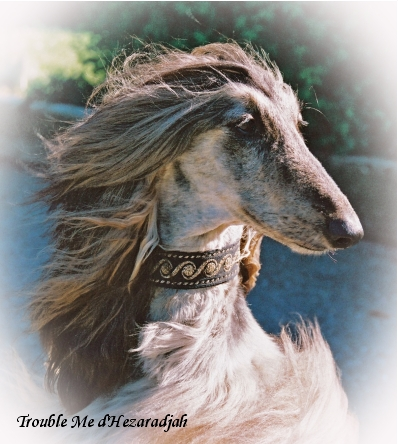
Expression orientale typique.

En Occident, il passe généralement pour un chien de luxe et de compagnie qui, par ailleurs, ne dédaigne pas les courses sur cynodromes. 
Dans son pays d'origine et dans les contrées avoisinantes, il chasse le daim, la gazelle, le loup, le renard et le léopard des neiges. On l'utilise également pour garder et surveiller les troupeaux.

## Histoire
Certainement très anciennes, les origines du lévrier afghan sont toutefois encore assez obscures. Les populations afghanes nomadisaient beaucoup. Elles étaient proches de la Bactriane, c'est-à-dire de Samarcande, point de rencontre des peuples et des civilisations. Elles ont sans doute croisé les Kirghizes qui depuis des millénaires chassaient avec des lévriers (lévrier Kirghize). 

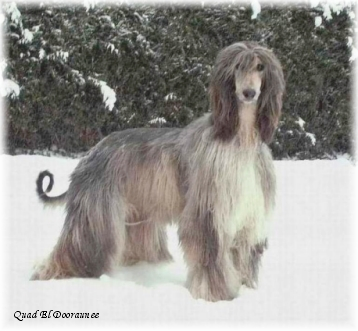
Un jeune mâle sur la neige.

Le Bakhmull, lévrier des montagnes afghanes, issu des steppes mongoles, a peut-être aussi contribué à la création du lévrier afghan. À noter encore que l'Afghanistan connaissait d'autres lévriers: le Luchak à poil court (sloughi) et le Kalakh (saluki-tazi) à robe frangée. 
Des dessins rupestres représentant des lévriers afghans d'un type existant en 2200 av. J.-C. auraient été découverts dans la région de Balkh, au nord-ouest de l'Afghanistan.
Dans les années 1880, des soldats britanniques rentrant de la guerre anglo-afghane ont ramené des lévriers afghans. Le Kennel Club anglais a établi le premier standard et créé un livre généalogique, au début du XXe siècle. Les importations anglaises ont commencé de manière soutenue à partir de 1920.
La race a été introduite en France vers 1930.
L'Afghan a été représenté par une huile sur toile de Salvador Dalí en 1938. L'œuvre se nomme « Afghan invisible avec apparition sur la plage du visage de Garcia Lorca en forme de compotier aux trois figures».

## Caractère

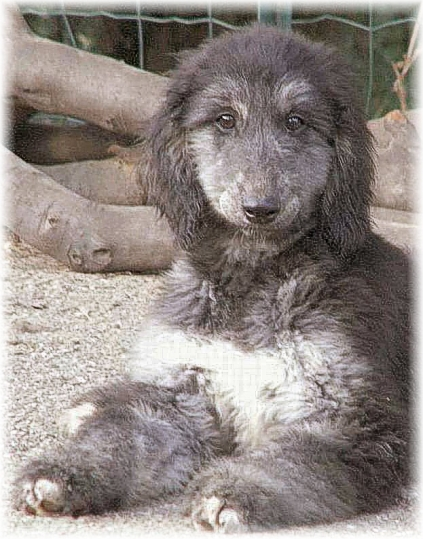
Chiot femelle, 3 mois 1/2.

Le lévrier afghan ou tazi a un caractère à la fois content et calme, sensible, confiant, déterminé, plutôt bon gardien. 
Il se montre très indépendant mais profondément attaché à son maître et distant envers les étrangers. Cependant, il s'entend à merveille avec les enfants ainsi que ses congénères.
Comme tout lévrier, il doit impérativement pouvoir se dépenser et courir souvent pour garder son équilibre et rester en forme.
L'indépendance du lévrier afghan le rend assez dur à dresser : il est recommandé de s'armer de patience et d'un peu d'expérience si l'on projette d'en éduquer un.

## Soins et santé

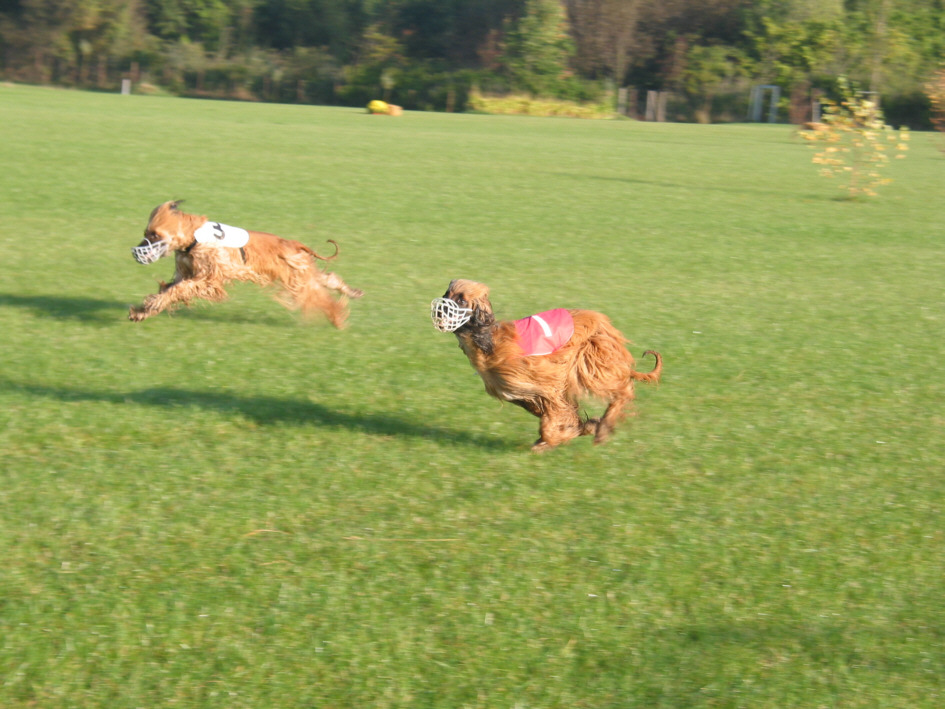
Poursuite à vue sur leurre.

Son toilettage est exigeant si on tient à conserver les poils longs. Pour cela il faut empêcher les poils de s'emmêler et former les dreadlocks. Le brossage seul suffira rarement et devra être complété par les bains avec shampoing et produit démêlant au Ph adapté. Le chiot doit y être habitué progressivement, mais très tôt sinon il n'acceptera pas cette contrainte à l'âge adulte.
Il y a deux approches quant à la fréquence des soins :
- un bain toutes les deux ou trois semaines et des brossages quotidiens ou bien
- un bain toutes les semaines voire deux fois par semaine et aucun brossage entretemps.

Il est dépourvu d'odeur, comme tous les lévriers
 
On séchera le chien avec une grosse serviette éponge et on finira au séchoir tout en brossant. Certaines fourrures très sèches nécessitent d'être huilées la veille du bain. Dans ce cas le chien devra porter un vêtement afin de préserver votre intérieur. Si on souhaite faire concourir son chien aux expositions ou lui donner une allure affinée on devra lui épiler les poils du museau, "la selle" au milieu du dos et la queue. C'est une tache fastidieuse à laquelle le chien doit également être habitué.
Tout cela sous-entend un investissement matériel et un effort constant de la part du propriétaire. Il est néanmoins possible de confier son chien à un toiletteur, se rassurant toutefois que ce dernier connaisse les exigences du  standard de la race. Pour acquérir soi-même une technique nécessaire il est utile de chercher conseil auprès de l'éleveur expérimenté voire suivre un stage. 
Pour se faciliter le travail on peut mettre un imperméable à son chien le jour de pluie. On pensera aussi à protéger les oreilles aux longues mèches, au moment des repas avec une sorte de manchon spécial appelé le snood.
Mais si on ne se sent pas ou plus la capacité d'assumer la longue fourrure il vaut mieux tondre le chien que de le laisser se transformer en un tas de saleté qui ne tardera pas de se couvrir de parasites,.

## Sports
- Épreuves de courses sur cynodromes ou racing.
- La poursuite à vue sur leurre (PVL) ou coursing.

## Photos

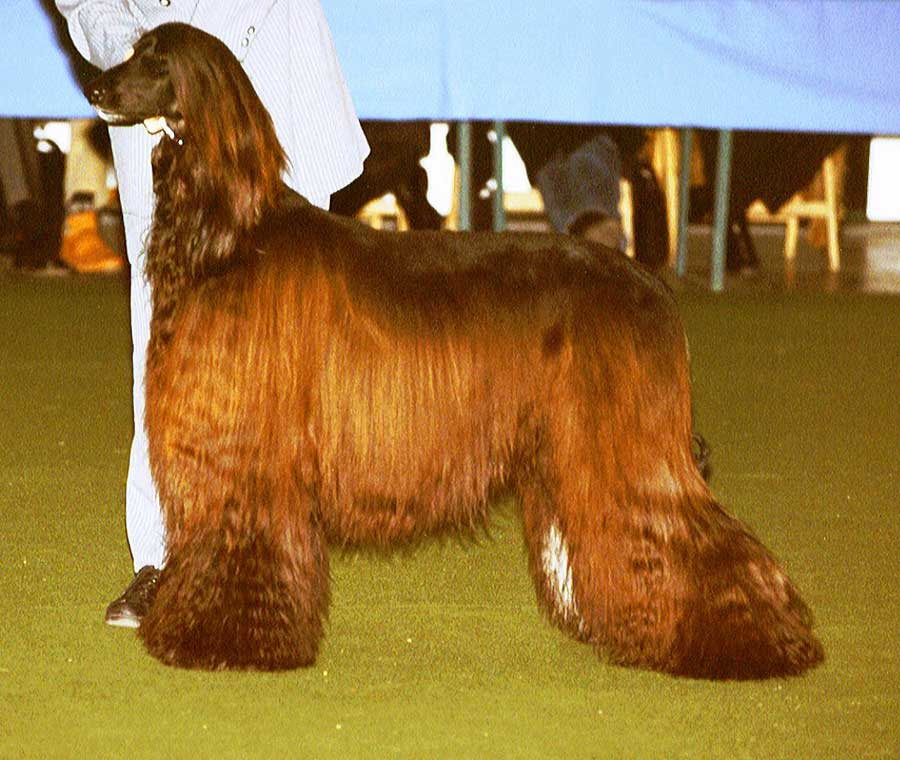
Lévrier afghan à Riga.
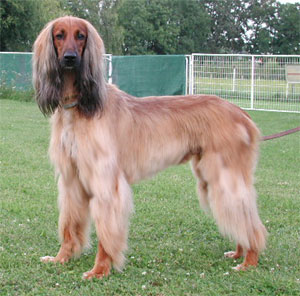
Rennafghane.
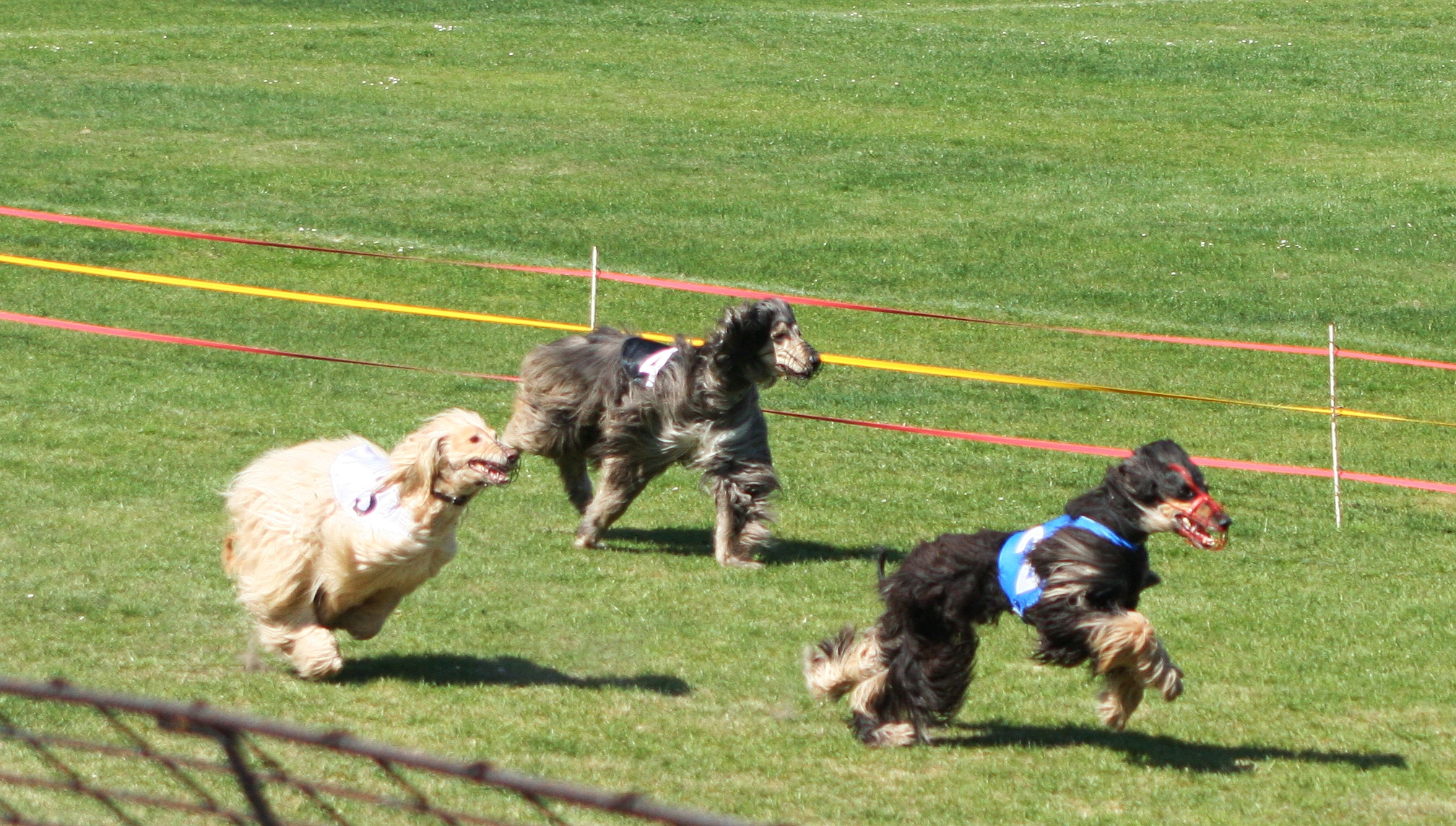
Courses de lévriers à Szombierki.
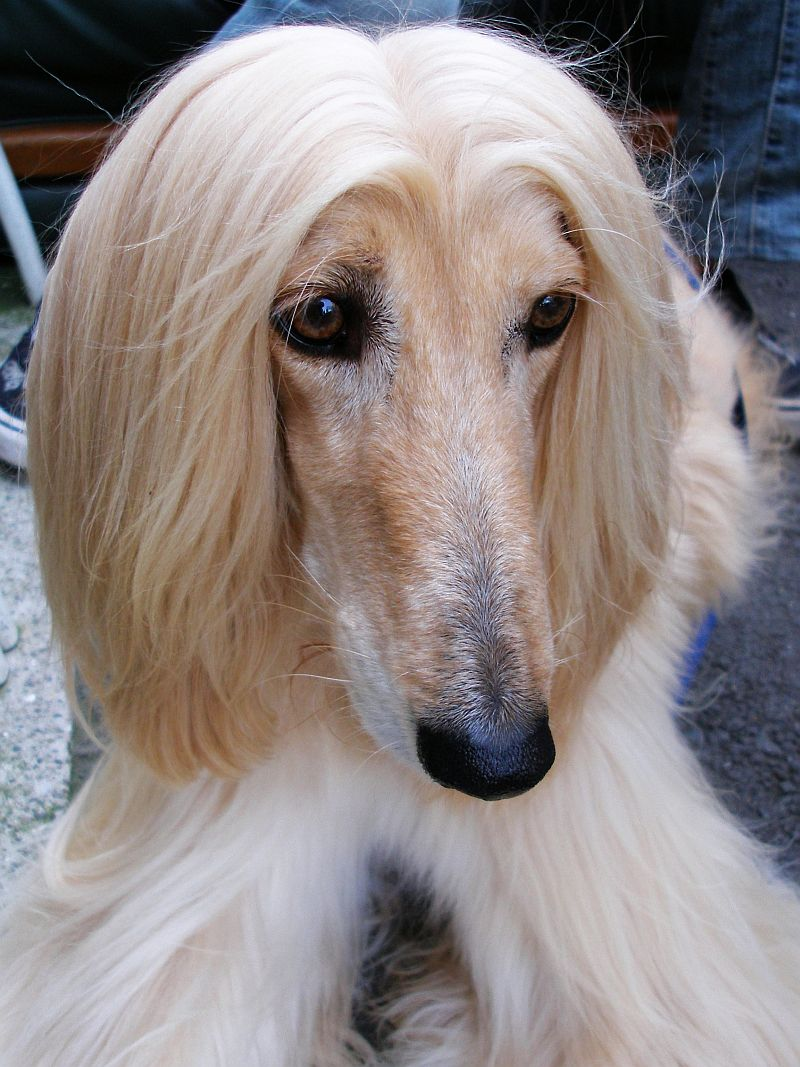
Lévrier afghan crème.
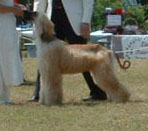
Été 2007.
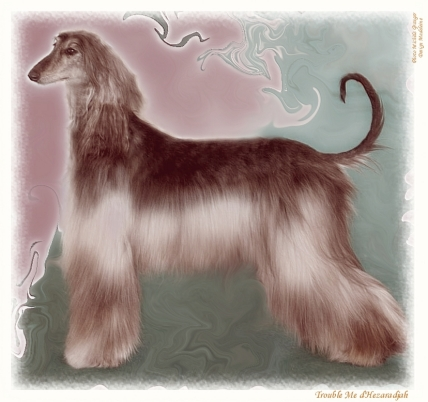
Trouble Me d'Hezaradjah.
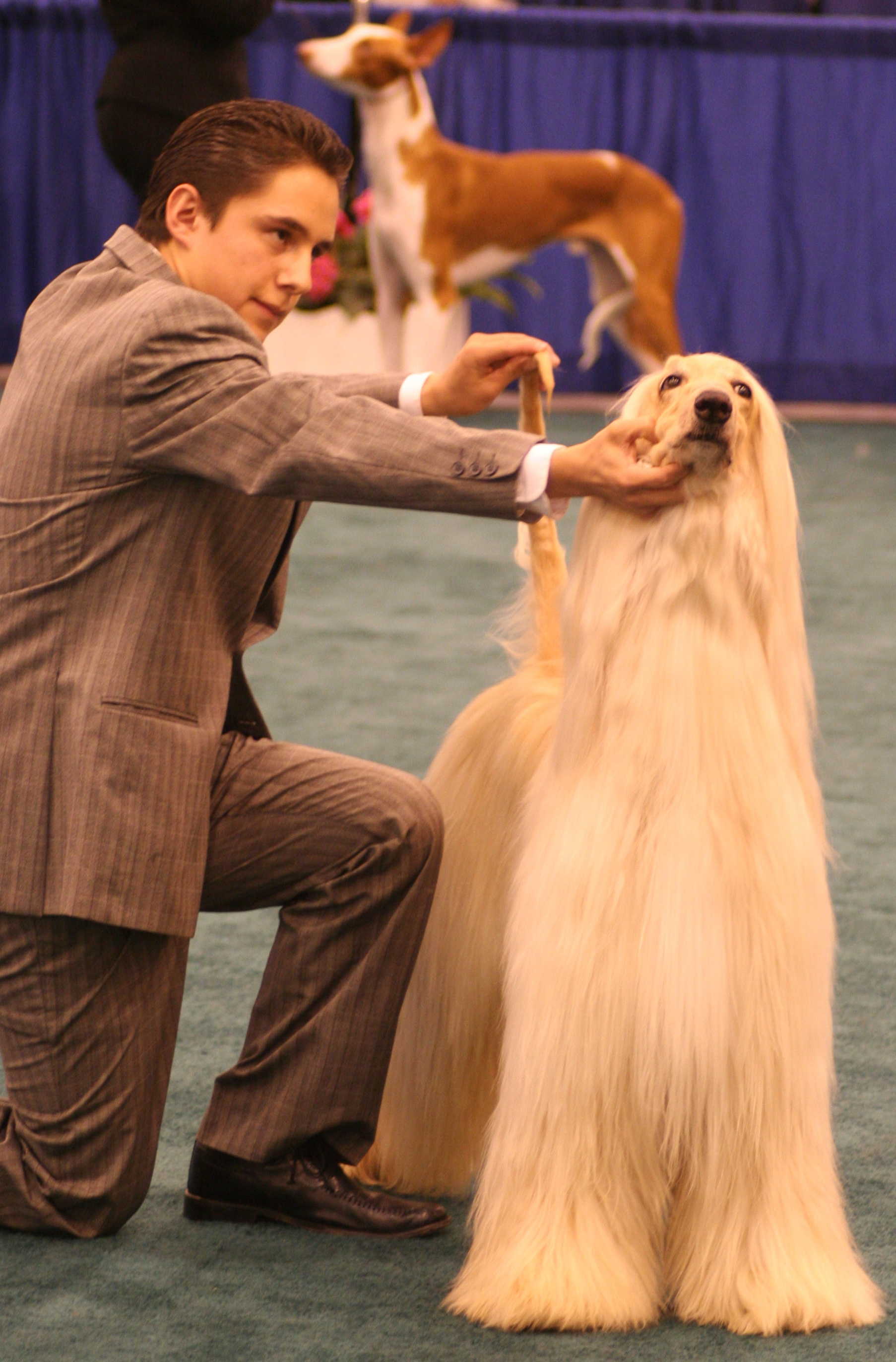
Exposition de lévriers afghans.
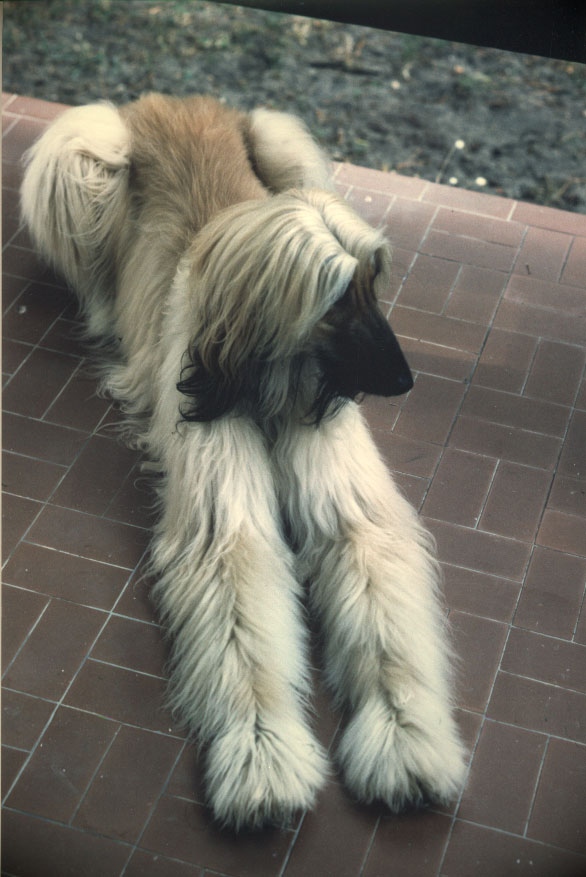
Calinette.
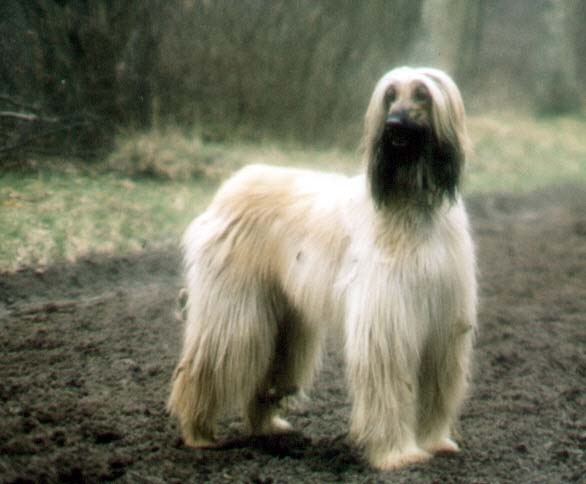
Ravi.